# Спусковой крючок

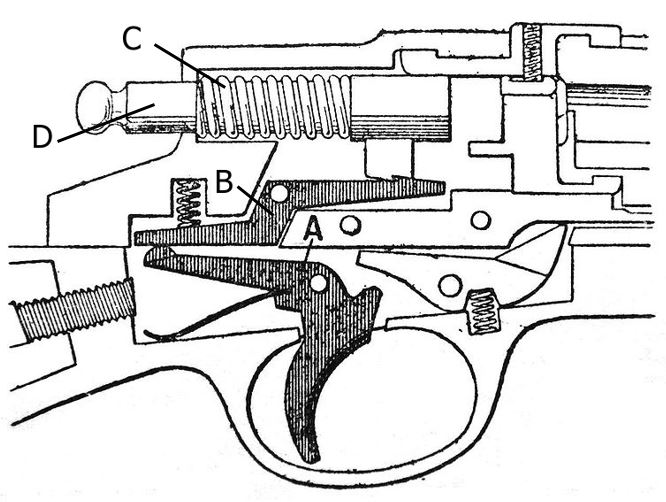
Механизм винтовки с продольно-скользящим затвором: спусковой крючок А, шептало B, ударная часть (иногда именуемая курком) D

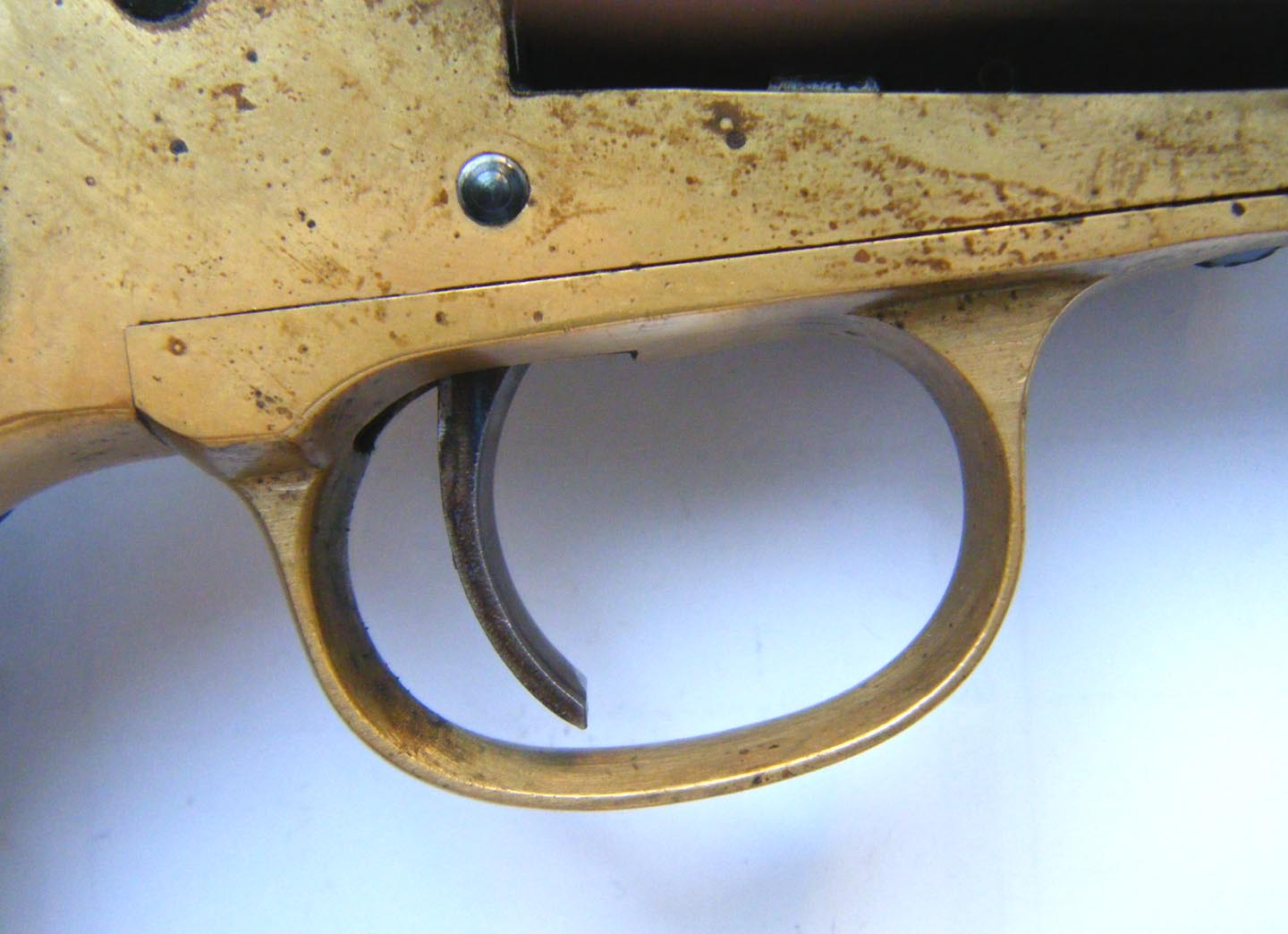
Спусковой крючок и скоба револьвера одинарного действия.

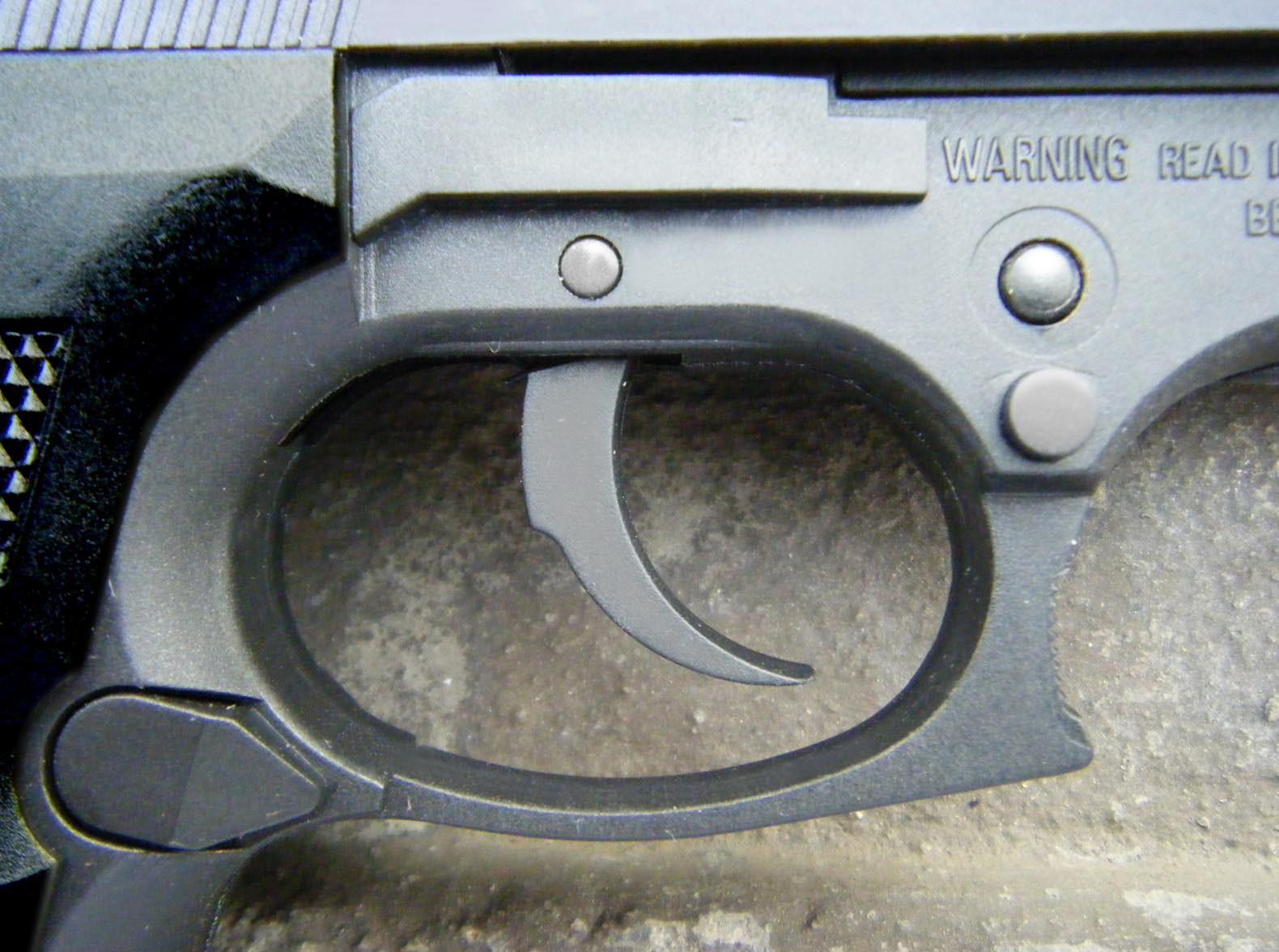
Спусковой крючок и предохранительная скоба пистолета с самовзводом.

Спусково́й крючо́к (часто неправильно называется курком) — деталь ударно-спускового механизма ручного огнестрельного оружия. Чтобы произвести выстрел, стрелок нажимает пальцем на хвост спускового крючка, последний воздействует на шептало (непосредственно или через промежуточные детали) и происходит спуск курка или ударника с боевого взвода. От случайного нажатия хвост спускового крючка обычно защищён спусковой скобой. В самовзводных механизмах нажатием спускового крючка, кроме того, курок устанавливается на боевой взвод. Ход спускового крючка и усилие на нём в этом случае намного больше.
В ряде самозарядных пистолетов (Кольт M1911, ТТ, Vis.35 и др.) роль спускового крючка выполняет плоская пластина, продольно перемещающаяся в направляющих рамки.

## История
Спусковые крючки появились в первых ружьях -предохранителях в 15 веке: возник предшественник современного спускового крючка — рычаг-серпантин, расположенный на ложе ружья, с помощью серпантина фитиль приводился в действие, что освобождало руку стрелка. Затравочное отверстие было перенесено в сторону, так что фитиль теперь не закрывал цель. На поздних моделях фитильных ружей серпантин снабдили удерживающей его защелкой и пружиной, появилась пороховая полка для затравки, позже ставшая закрытой, существовал также вариант фитильных ружей, в устройстве которых спусковой крючок был заменен на спусковую кнопку.

## Разновидности

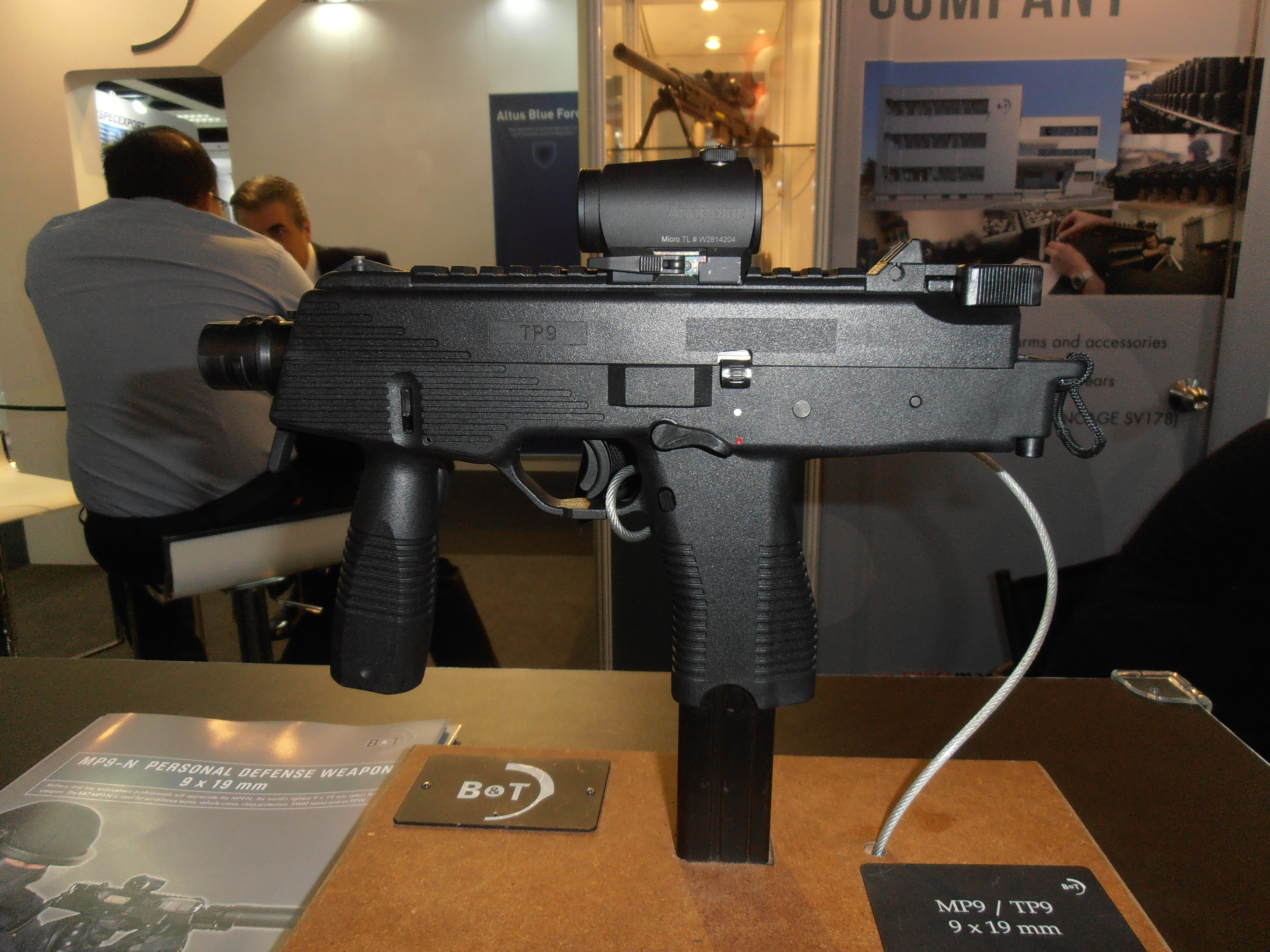
Brügger-Thomet MP9 — швейцарский компактный пистолет-пулемёт. Предохранитель на спусковом крючке.

- Шнеллер (от нем. schnell — быстрый) — устройство для ускорения спуска при небольшом усилии нажима (до сотен граммов, против килограммов у обычного механизма) на спусковой крючок в охотничьем, спортивном и снайперском огнестрельном оружии. Облегчает точную стрельбу, но требует выдержки от стрелка. Обычно шнеллер имеет вид второго спускового крючка, расположенного позади или впереди основного. Оружие со шнеллером получается сложнее и дороже.

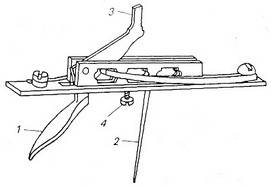
Шнеллер: 1) взводящий курок; 2) спусковая спица; 3) ударник; 4) регулировочный винт; при нажиме на спицу освобождается зацеп ударника и он бьёт по шепталу, производя спуск

* Сосковый спуск — спусковой крючок не имеет скобы, а прячется в продолговатом приливе ствольной коробки или рамки. Такое решение довольно часто применялось в XIX в.

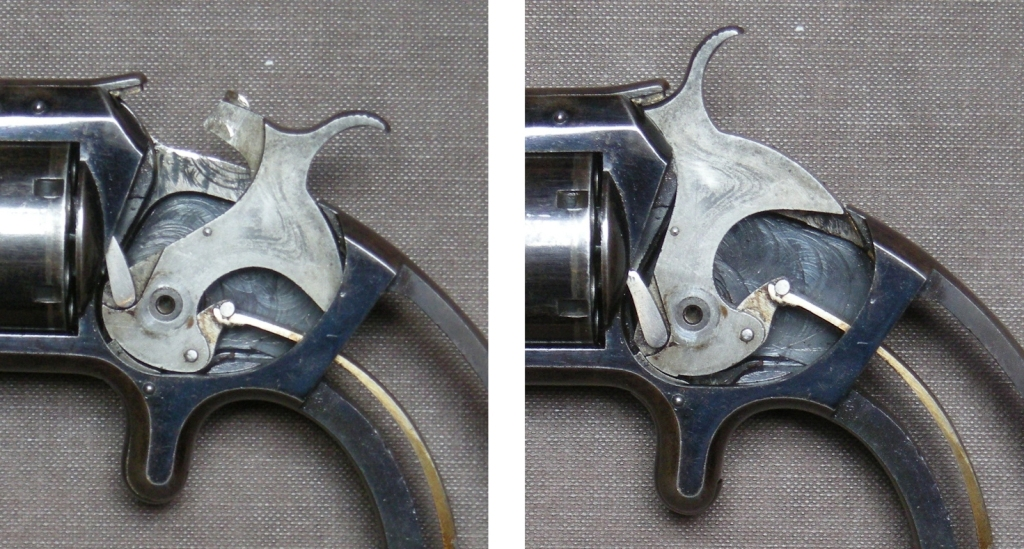
УСМ револьвера с сосковым спуском

- Гашетка — раньше часто использовалась в пулемётах, пример — пулемёт Максима; в настоящее время даже тяжелые пулемёты чаще всего имеют пистолетную рукоятку и обычный спусковой крючок.Вертикальные рукояти управления и гашетка станкового пулемёта.

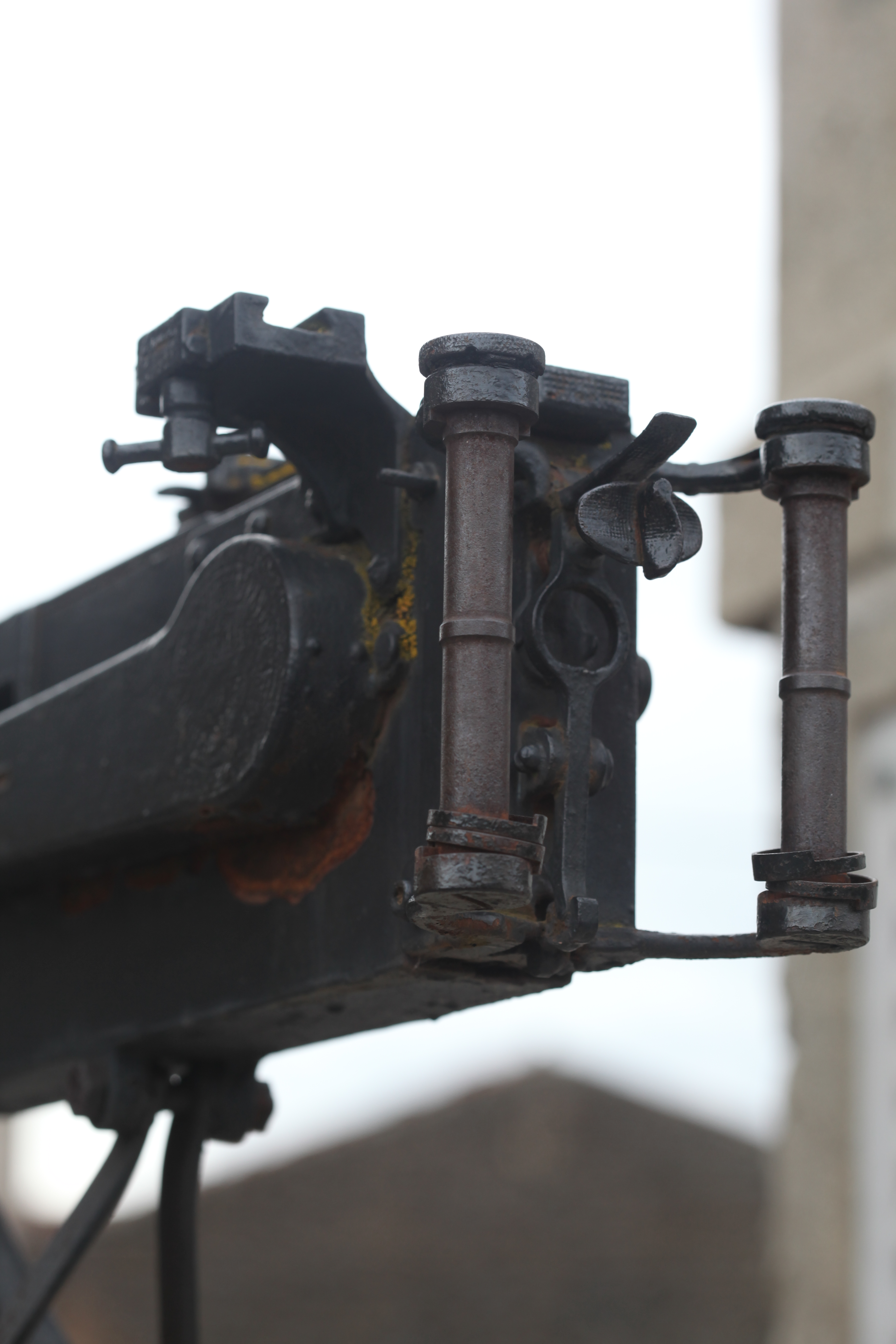
Вертикальные рукояти управления и гашетка станкового пулемёта.

- Убирающийся спусковой крючок — также не защищён скобой, вместо этого хвост в нерабочем положении поворачивается на шарнире вперёд и прижимается к нижней поверхности рамки. Применялся на карманных револьверах XIX — начала XX века.Терцероль (1780) с типичным складным спусковым крючком. Спусковой крючок занимал боевое положение автоматически при взводе курка.

Терцероль (1780) с типичным складным спусковым крючком. Спусковой крючок занимал боевое положение автоматически при взводе курка.

- Кольцевой спусковой крючок-Спусковой крючок такого типа позволяет двигать его как назад так и вперед.

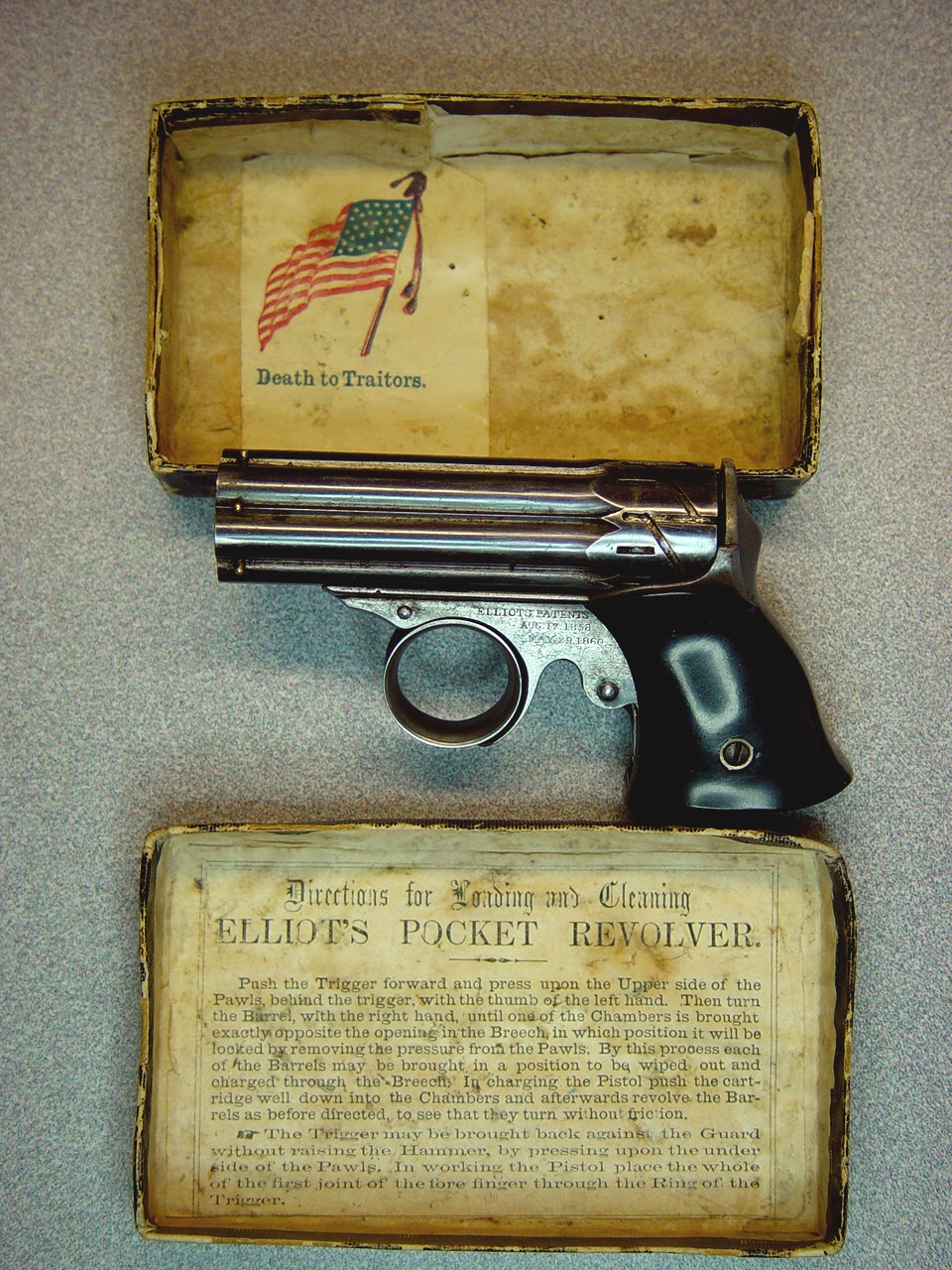
Remington ZigZag derringer выпускавшейся в 1860-х и 1870-х годах. В отличие от более старых моделей одинарного действия, он имел кольцевой спусковой крючок двойного действия

- Сдвоенный спусковой крючок (то есть крючок с двумя выемками) — нажатие на его верхнюю часть вызывало одиночные выстрелы, на нижнюю — автоматический огонь. Такие устройства были довольно популярны на раннем этапе разработок пулемётов, но в конечном итоге от такой конструкции отказались, поскольку это просто усложняло конструкцию спускового крючка без каких-либо преимуществ.

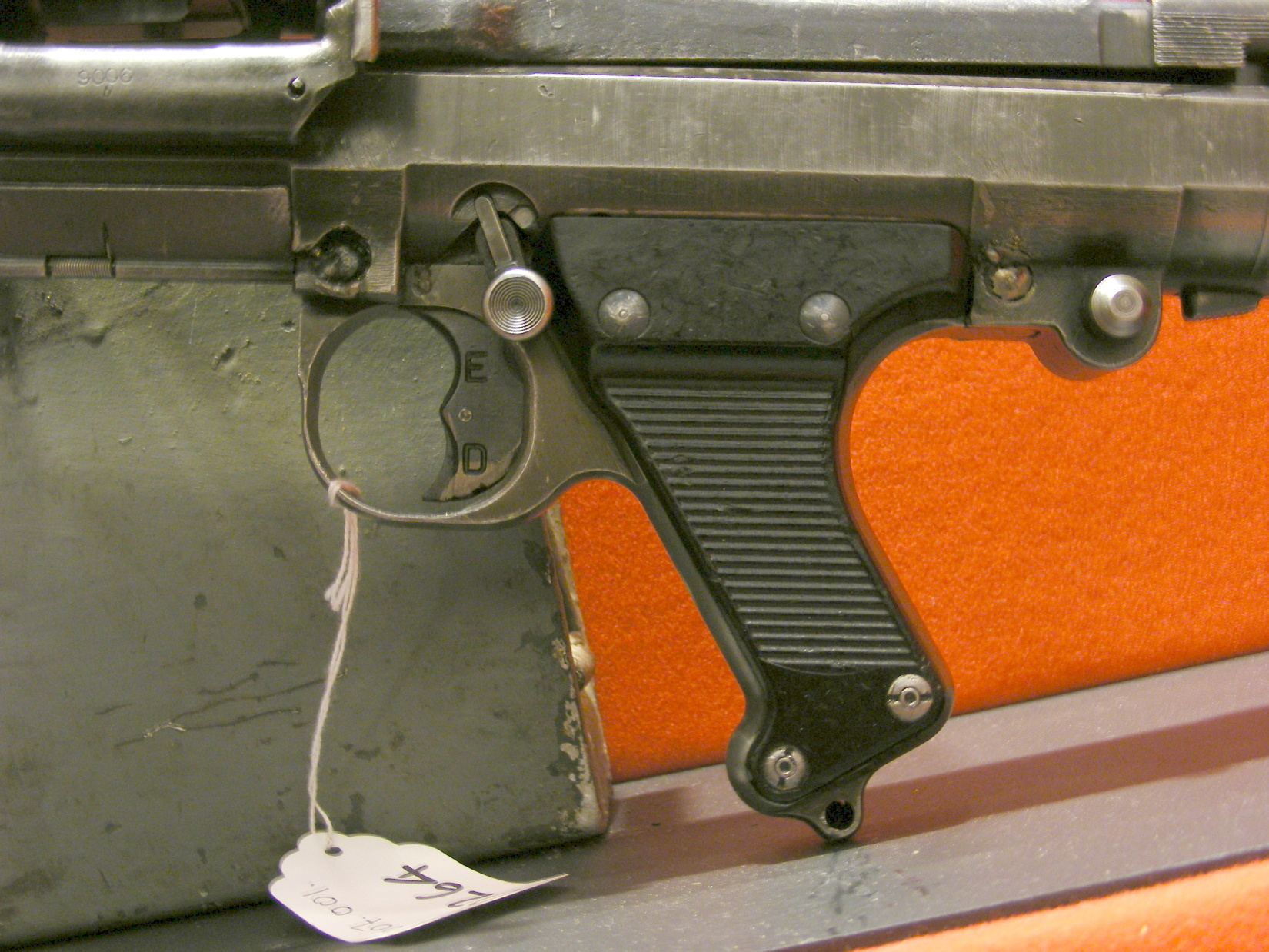
Спусковой крючок немецкого пулемёта MG34 с помощью которого пулемёт управлялся в полуавтоматическом или автоматическом режиме.

- Двойной (или «двуспусковой») крючок/спуск. На двухспусковых револьверах Tranter второй спусковой крючок под спусковой скобой служил для взведения курка. Курок на этой модели не имел шпоры и, следовательно, не мог быть взведен большим пальцем. Чтобы выстрелить из оружия в режиме одинарного действия , нужно было сначала нажать на нижний спусковой крючок, что оттягивало курок назад и вращало барабан; в этот момент можно было выстрелить из оружия легким нажатием на верхний спусковой крючок. Чтобы стрелять быстрее, можно было нажать на оба спусковых крючка одновременно, что делало его оружием двойного действия.[1]

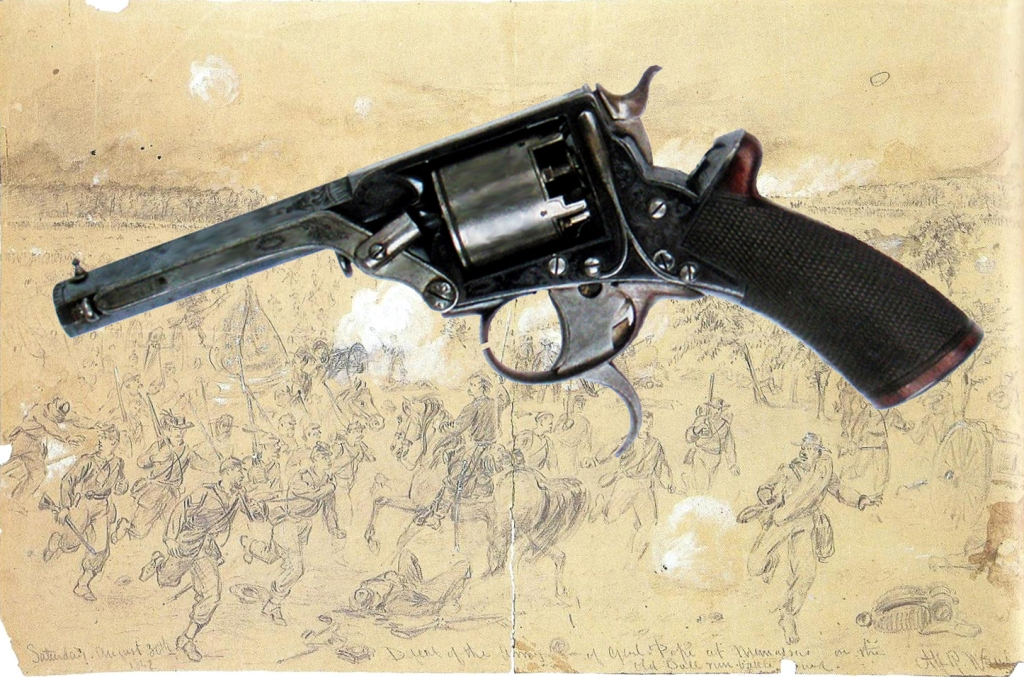

- Спусковой крючок со встроенным предохранителем

При нажатии на спусковой крючок выключаются внутренние блокировочные устройства, одновременно взводится и освобождается ударник для производства выстрела.

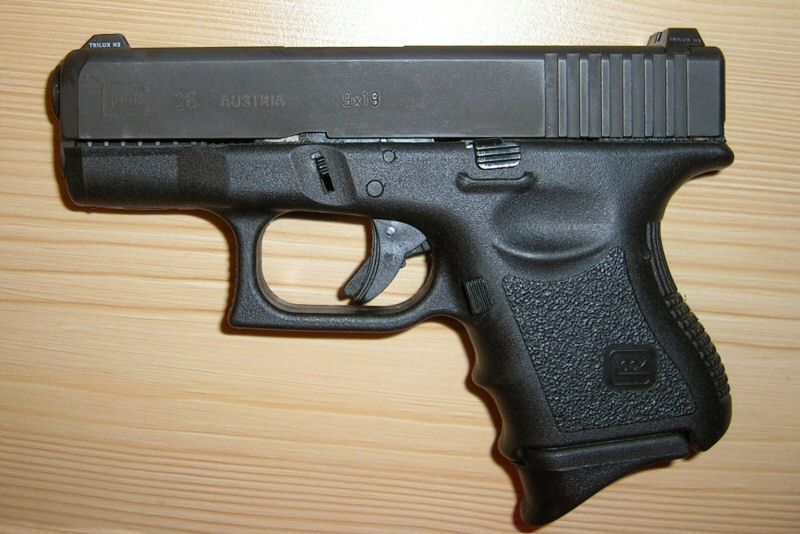
На пистолетах Glock рычажок предохранителя вмонтирован в спусковой крючок.

Предохранитель на спусковом крючке блокирует движение крючка назад, освобождая его только при нажатии непосредственно на сам спусковой крючок.
При нажатии на спусковой крючок выключаются внутренние блокировочные устройства. Выстрел возможен только при правильном нажатии на спусковой крючок. После каждого выстрела пистолет ставится на предохранитель до следующего нажатия на спусковой крючок.